# 윤학송
윤학송(尹鶴松, 1957년 3월 2일 ~ )은 대한민국의 정치인이다. 제5·6대 경상남도의원이었다.

## 경력
- 성균관대학교 기계공학과 졸업 (사회학 부전공)

- 국가공무원(국립중앙도서관)
- 함양군 농민회
- 함양군 농민협회
- 전국농민회총연맹 정책위원 및 경남도연맹 정책실장
- 거창지청 범죄예방 청소년 상담위원
- 민주평화통일자문회의 위원
- 전국농업경영인 자치위원회 경남위원장
- 전국자치연대 경남공동대표
- 1995.07 ~ 1998.06 제5대 경상남도의회 의원
- 1995.07 ~ 1996.12 제5대 경상남도의회 전반기 농림수산위원회 위원
- 1995.07 ~ 1996.12 제5대 경상남도의회 전반기 예산결산특별위원회 위원
- 1997.01 ~ 1998.06 제5대 경상남도의회 후반기 의회운영위원회 위원
- 1997.01 ~ 1998.06 제5대 경상남도의회 후반기 농림수산위원회 위원
- 1997.01 ~ 1998.06 제5대 경상남도의회 후반기 예산결산특별위원회 위원
- 1998.07 ~ 2002.01 제6대 경상남도의회 의원
- 1998.07 ~ 1998.11 제6대 경상남도의회 전반기 농림수산위원회 위원
- 1998.12 ~ 2000.07 제6대 경상남도의회 전반기 농수산위원회 위원
- 1998.07 ~ 2000.07 제6대 경상남도의회 전반기 예산결산특별위원회 위원
- 2000.07 ~ 2002.01 제6대 경상남도의회 후반기 농수산위원회 위원
- 2000.07 ~ 2002.01 제6대 경상남도의회 후반기 의회운영위원회 위원
- 2000.07 ~ 2002.01 제6대 경상남도의회 후반기 예산결산특별위원회 위원
- 경남도지사 김두관 비서실장
- 경상남도 함양군 혁신협의회 부의장
- 자치분권연대 전국공동대표
- 행정자치부 정책자문위원
- 대통령 국가균형발전위원회 자문위원

## 역대 선거 결과
|  | 34.84% |

|  | 0% |

|  | 25.08% |

|  | 38.41% |

|  | 24.91% |